# Lineville, Alabama
Lineville là một thành phố thuộc quận Clay, tiểu bang Alabama, Hoa Kỳ. Dân số năm 2009 là 2320 người, mật độ đạt 100 người/km².